# A Pókember elképesztő kalandjai
A Pókember elképesztő kalandjai (eredeti cím: Ultimate Spider-Man) amerikai televíziós 2D-s számítógépes animációs kalandsorozat, amelyet a Marvel által publikált Ultimate Spider-Man című képregény alapján a Marvel Animation alkotott. Amerikában a Disney XD sugározta 2012. április 1. és 2017. január 7. között. Magyarországon a Disney Channel sugározta 2012. július 1. és 2016. december 17. A 4. évad új címet kapott, ami  Marvel, Újvilági Pókember a Baljós Hatos ellen (Ultimate Spider-Man vs the Sinister 6) lett.

## Ismertető
Peter nem az átlagos tinik táborához tartozik, ő a Pókember. Megvédi városát az olyan bűnözőktől, mint a Homokember vagy a Zöld Manó.

## Karakterek
- Peter Parker / Pókember – Megharapja egy genetikailag módosított pók, majd jelmezt öltve felvette bűnözés elleni harcot. Megtanulta, hogy "A nagy hatalom nagy felelősség jár".
- Gwen Stacy – George Stacy lánya és az Peter egyik legjobb barátja.
- Harry Osborn – Peter barátja és Norman Osborn fia aki állandóan  apja árnyékában él.
- J. Jonah Jameson – A Hírharsona egoista kiadója és szerkesztője, Pókember állandó lejártója.
- Mary Jane Watson – May néni barátnőjének Anna Watsonnak az unokahúga. Peter és Gwen barátja.
- Flash Thompson – Flash a sztár focista a Midtown gimiben. Amíg bálványozza Pókembert, addig gyakran terrorizálja Peter Parkert és azt hiszi róla, hogy egy okos tojás. Ennek ellenére fiatalabb korukban eredetileg barátok voltak.
- Liz Allan – A Midtown gimi pompomlánya. Flash Thompson barátnője aki kezdetben neheztel Peter-re. A sorozat előrehaladtával érzései láthatóvá válnak és egy sokkal nyitottabb és elfogadó oldalát mutatja meg.
- George Stacy – A város rendőrkapitánya. Nyitott gondolkodású, hisz Pókemberben (és látszólag tudja hogy Peter az).
- Norman Osborn – Harry apja, és az OsCorp alapítója. Könyörtelen üzletember, aki úgy véli képtelen a kudarcra.

## Szereplők

### Pók csapat
| Név                      | Eredeti hang        | Magyar hang                                          |
| ------------------------ | ------------------- | ---------------------------------------------------- |
| Peter Parker / Pókember  | Drake Bell          | Moser Károly                                         |
| Ava Ayala / Fehér Tigris | Caitlyn Taylor Love | Molnár Ilona                                         |
| Sam Alexander / Nova     | Logan Miller        | Berkes Bence                                         |
| Luke Cage / Bajnok       | Ogie Banks          | Előd Botond (1. évad) Láng Balázs (2. évadtól)       |
| Danny Rand / Vasököl     | Greg Cipes          | Baradlay Viktor (1. évad) Baráth István (2. évadtól) |

### Mellékszereplők
| Név                              | Eredeti hang  | Magyar hang                                                                                     |
| -------------------------------- | ------------- | ----------------------------------------------------------------------------------------------- |
| Nick Fury                        | Chi McBride   | Galambos Péter (1. évad) Tokaji Csaba (2. évadtól)                                              |
| Phil Coulson                     | Clark Gregg   | Háda János                                                                                      |
| May Parker                       | Misty Lee     | Csizmadia Gabi (1. évad) Kocsis Judit (2. évadtól)                                              |
| Mary Jane Watson / Pók Lady      | Tara Strong   | Madarász Éva (1. évad) Kokas Piroska (2. évadtól) Mohácsi Nóra (35. rész)                       |
| Flash Thompson / Méreg Ügynök    | Matt Lanter   | Pálmai Szabolcs (1. évad) Baradlay Viktor (2. évadtól) Fehérváry Márton (35. rész)              |
| Harry Osborn / Méreg / Patriotfi | Matt Lanter   | Szalay Csongor (1. évad) Előd Botond (2. évad) Előd Álmos (3. évadtól) Sörös Miklós (Méregként) |
| Dr. Curt Connors / Gyík          | Tom Kenny     | Turi Bálint (1. évad) Seder Gábor (2. évadtól) Magyar Bálint (86. rész)                         |
| J. Jonah Jameson                 | J. K. Simmons | Rosta Sándor (1. évad) Haás Vander Péter (2. évadtól)                                           |
| Stan                             | Stan Lee      | Mertz Tibor (1. évad) Barbinek Péter (2. évadtól)                                               |

### Bosszúállók
| Név                              | Eredeti hang                           | Magyar hang                                                              |
| -------------------------------- | -------------------------------------- | ------------------------------------------------------------------------ |
| Tony Stark / Vasember            | Adrian Pasdar                          | Maday Gábor (1. évad) Megyeri János (2. évad) Faragó András (3. évadtól) |
| Steve Rogers / Amerika Kapitány  | Roger Craig Smith Chris Cox (44. rész) | Dányi Krisztián (1. évad) Juhász Zoltán (2. évadtól)                     |
| Bruce Banner / Hulk              | Fred Tatasciore                        | Albert Péter (1. évad) Dányi Krisztián (2. évadtól)                      |
| Natasha Romanoff / Fekete Özvegy | Laura Bailey                           | Mezei Kitty (53. és 54. rész) Németh Kriszta (76. rész)                  |
| Thor                             | Travis Willingham                      | Zöld Csaba (1. évad) Maday Gábor (2. évadtól)                            |
| Clint Barton / Sólyomszem        | Troy Baker                             | Előd Botond (2. évad) Előd Álmos (3. évadtól)                            |
| Sam Wilson / Sólyom              | Bumper Robinson                        | Előd Álmos                                                               |
| J.A.R.V.I.S.                     | David Kaye                             | Koncz István                                                             |

### A galaxis őrzői
| Név                     | Eredeti hang                                                       | Magyar hang                                       |
| ----------------------- | ------------------------------------------------------------------ | ------------------------------------------------- |
| Peter Quill / Star-Lord | Chris Cox                                                          | Varga Gábor                                       |
| Gamora                  | Nika Futterman                                                     | Sági Tímea                                        |
| Rocket                  | Billy West                                                         | Seszták Szabolcs                                  |
| Tönk / Groot            | Michael Clarke Duncan (2. évad) Kevin Michael Richardson (3. évad) | Törköly Levente (2. évad) Presits Tamás (3. évad) |
| Drax                    | David Sobolov                                                      | Papucsek Vilmos                                   |

### További hősök
| Név                               | Eredeti hang                                    | Magyar hang                                                                                     |
| --------------------------------- | ----------------------------------------------- | ----------------------------------------------------------------------------------------------- |
| Rozsomák                          | Steve Blum                                      | Kőszegi Ákos (1. évad) Sótonyi Gábor (2. évadtól)                                               |
| Ka-Zar                            | Steve Blum                                      | Viczián Ottó                                                                                    |
| Scott Lang / Hangya               | Grant George                                    | Szabó Máté                                                                                      |
| Stephen Strange / Doctor Strange  | Jack Coleman (1-3. évad) Liam O'Brien (4. évad) | Bozsó Péter (1. évad) Fehérváry Márton (2. évad) Pál Tamás (3. évadtól)                         |
| Ben Grimm / Lény                  | David Boat                                      | Barabás Kiss Zoltán                                                                             |
| Marc Spector / Holdlovag          | Diedrich Bader                                  | Fekete Zoltán                                                                                   |
| Eric Brooks / Penge               | Terry Crews                                     | Sarádi Zsolt                                                                                    |
| Julia Carpenter / Madame Háló     | Cree Summer                                     | Farkasinszky Edit                                                                               |
| Amadeus Cho / Vaspók              | Eric Bauza                                      | Bogdán Gergő                                                                                    |
| Wade Wilson / Deadpool            | Will Friedle                                    | Galbenisz Tomasz                                                                                |
| Tyrone Johnson / Csuklyás (Cloak) | Phil LaMarr                                     | Horváth Illés                                                                                   |
| Tandy Bowen / Tőr (Dagger)        | Ashley Eckstein                                 | Csifó Dorina                                                                                    |
| Triton                            | James Arnold Taylor                             | Papp Dániel (3. évad) Halasi Dániel (87. rész) Magyar Bálint (90. rész) Szabó Andor (103. rész) |
| Doreen Green / Mókuslány          | Misty Lee                                       | Sipos Eszter Anna (57. rész) ? (66. résztől)                                                    |
| Jack Russel, az éjjeli vérfarkas  | Ross Lynch                                      | Előd Álmos                                                                                      |
| Robert Frank / Süvítő             | Robert Patrick                                  | Pusztaszeri Kornél                                                                              |

### Anti-hősök
| Név                                   | Eredeti hang      | Magyar hang                                                                       |
| ------------------------------------- | ----------------- | --------------------------------------------------------------------------------- |
| Norman Osborn / Zöld Manó / Vashazafi | Steven Weber      | Kautzky Armand (1. évad) Sótonyi Gábor (2-3. évad) Seder Gábor (64. résztől)      |
| Alexander O'Him / Rhino               | Max Mittelman     | Molnár Levente                                                                    |
| Ben Reilly / Skarlátpók               | Scott Porter      | Megyeri János                                                                     |
| Flint Marko / Homokember              | Dee Bradley Baker | Hamvas Dániel (1. évad) Pál Tamás (2. évad) ? (3. évad) Kisfalusi Lehel (4. évad) |
| N'Kantu, az élő múmia                 | Ódéd Fehr         | Fekete Zoltán                                                                     |
| Adrian Toomes / Keselyű               | Tom Kenny         | Szalay Csongor                                                                    |

### Gonoszok
| Név                                          | Eredeti hang                               | Magyar hang                                                                               |
| -------------------------------------------- | ------------------------------------------ | ----------------------------------------------------------------------------------------- |
| Dr. Otto Octavius / Doktor Oktopusz          | Tom Kenny                                  | Bognár Tamás                                                                              |
| David Cannon / Forgószél                     | Tom Kenny                                  | Fehérváry Márton                                                                          |
| Loki                                         | Troy Baker                                 | Haagen Imre (1. évad) Zámbori Soma (2. évadtól)                                           |
| Herman Schultz / Sokkoló                     | Troy Baker                                 | Halasi Dániel                                                                             |
| M.O.D.O.K.                                   | Charlie Adler                              | Halasi Dániel                                                                             |
| Michael Morbius / Morbius                    | Benjamin Diskin                            | Zöld Csaba                                                                                |
| Maxwell "Max" Dillon / Electro               | Christopher Daniel Barnes                  | Juhász Zoltán                                                                             |
| Sergei Kravinoff / Kraven a vadász           | Diedrich Bader                             | Petridisz Hrisztosz                                                                       |
| Georges Batroc / Batroc                      | Rob Paulsen                                | Szokol Péter (1. évad) Renácz Zoltán (2. évadtól)                                         |
| Tony Masters / Kiképző                       | Clancy Brown                               | Csankó Zoltán (1. évad) Pál Tamás (2. évad) Koncz István (3. évad)                        |
| Victor von Doom / Fátum Doktor (Doctor Doom) | Maurice LaMarche                           | Jakab Csaba (1. évad) Gardi Tamás (2. évad)                                               |
| Mac Gargan / Skorpió                         | Dante Basco (2. évad) Eric Bauza (4. évad) | Bácskai János                                                                             |
| Maxwell Markham / Grizzly                    | John DiMaggio                              | Bácskai János                                                                             |
| Taneleer Tivan / A gyűjtő                    | Jeff Bennett                               | Lux Ádám                                                                                  |
| Nagymester                                   | Jeff Bennett                               | Barbinek Péter                                                                            |
| Arnim Zola                                   | Mark Hamill                                | Zöld Csaba (3. évad) Bolla Róbert (4. évad)                                               |
| Rémálom                                      | Mark Hamill                                | Dolmány Attila                                                                            |
| Max Fury / Skorpió                           | Phil Morris                                | Bor László (1. évad) Bácskai János (2. évad)                                              |
| Skurge                                       | Travis Willingham                          | Holl Nándor (1. évad) Törköly Levente (3. évad)                                           |
| Brock Rumlow / Csontkereszt                  | Fred Tatasciore                            | Czvetkó Sándor                                                                            |
| Morris Bench / Vízember                      | James Arnold Taylor                        | Varga Rókus                                                                               |
| A Vezető                                     | James Arnold Taylor                        | Vári Attila                                                                               |
| Dormammu                                     | Phil LaMarr                                | Presits Tamás                                                                             |
| Vlad Țepeș / Drakula                         | Corey Burton                               | Vass Gábor                                                                                |
| Attuma                                       | James C. Mathis III                        | Barabás Kiss Zoltán                                                                       |
| Maximus                                      | Nolan North                                | Gubányi György István                                                                     |
| Morgan Le Fay                                | Grey DeLisle                               | Náray Erika                                                                               |
| Mutánsok                                     |                                            |                                                                                           |
| Mesmero                                      | Dwight Schultz                             | Galbenisz Tomasz (1. évad) Kassai Károly (2. évadtól)                                     |
| Victor Creed / Kardfog                       | Peter Lurie                                | Péter Richárd                                                                             |
| Cain Marko / Buldózer (Juggernaut)           | Kevin Michael Richardson                   | Petridisz Hrisztosz (1. évad) Törköly Levente (2. évadtól)                                |
| Félelmetes Négyes                            |                                            |                                                                                           |
| Bentley Wittman / Mágus (Wizard)             | Tom Kenny                                  | Varga Rókus (1. évad) Fehérváry Márton (2. évad)                                          |
| Thundra                                      | Tara Strong                                | Dögei Éva (1. évad) Mohácsi Nóra (2. évad)                                                |
| Peter Petruski / Csapdász (Trapster)         | Steven Weber                               | Sörös Miklós (1. rész) Joó Gábor (1. évad) Juhász Levente (2. évad) Gardi Tamás (4. évad) |
| Ulysses Klaw / Karom (Klaw)                  | Matt Lanter                                | Péter Richárd (1. évad) Jánosi Ferenc (2. évad)                                           |
| Roncs Brigád                                 |                                            |                                                                                           |
| Dirk Garthwaite / Roncsoló (Wrecker)         | John DiMaggio                              | Csík Csaba Krisztián                                                                      |
| Henry Camp / Bulldózer (Bulldozer)           | Kevin Michael Richardson                   | Petridisz Hrisztosz                                                                       |
| Eliot Franklin / Mennydörgő (Thunderball)    | Chi McBride                                | Megyeri János                                                                             |
| Brian Philip Clausky / Földverő (Piledriver) | Cam Clarke                                 | Papucsek Vilmos                                                                           |
| A Bostoni Vérebek                            |                                            |                                                                                           |
| Plymouth-i Rém                               | Maurice LaMarche                           | Gacsal Ádám                                                                               |
| Salem-i Boszorkány                           | Misty Lee                                  | Nemes Takách Kata                                                                         |
| Zúzó Adams                                   | Jeff Bennett                               | Stern Dániel                                                                              |

### Multiverzum
| Név                                         | Eredeti hang                                 | Magyar hang                                     |
| ------------------------------------------- | -------------------------------------------- | ----------------------------------------------- |
| Miles Morales / Arachnid Kölyök             | Donald Glover (3. évad) Ogie Banks (4. évad) | Császár András (3. évad) Czető Roland (4. évad) |
| Gwen Stacy / Pók-Gwen                       | Dove Cameron                                 | Kis-Kovács Luca                                 |
| Rio Morales                                 | Maria Canals-Barrera                         | Pap Katalin                                     |
| George Stacy                                | Robert Clotworthy                            | Zöld Csaba                                      |
| Petra Parker / Póklány                      | Olivia Holt                                  | Vági Viktória                                   |
| Norma Osborn                                | Wendie Malick                                | Menszátor Magdolna                              |
| J. Joanne Jameson                           | J. K. Simmons                                | Halász Aranka                                   |
| Peter Parker / Pókember Noir                | Milo Ventimiglia                             | Czvetkó Sándor                                  |
| Martin Li / Mr. Negatív (Noir)              | Keone Young                                  | Szabó Andor                                     |
| Joseph Lorenzini / Pörölyfej (Noir)         | Jon Polito                                   | Borbiczki Ferenc                                |
| Richard "Rick" Jones / A-Bombardier (Noir)  | Seth Green                                   | Halasi Dániel                                   |
| Bruce Banner / Mr. Fixit (Noir)             | Fred Tatasciore                              | Dányi Krisztián                                 |
| Thaddeus Ross / Thunderbolt (Noir)          | Clancy Brown                                 | Papucsek Vilmos                                 |
| Ben Parker / Phantom Lovas                  | Clancy Brown                                 | Horváth-Töreki Gergely                          |
| Patrick O'hara / Háló-inda                  | Troy Baker                                   | Fekete Zoltán                                   |
| Miguel O'Hara / Pókember 2099               | Freddy Rodríguez                             | Pusztaszeri Kornél                              |
| Peter Porker / Pókhusi                      | Benjamin Diskin                              | Szokol Péter                                    |
| Peter Benjamin Parker / Vérpók              | Benjamin Diskin                              | Potocsny Andor                                  |
| Ava Ayala / Fehér Tigris (Vámpír Univerzum) | Cree Summer                                  | Molnár Ilona                                    |
| Luke Cage / Bajnok (Vámpír Univerzum)       | Ogie Banks                                   | Láng Balázs                                     |
| Danny Rand / Vasököl (Vámpír Univerzum)     | Greg Cipes                                   | Baráth István                                   |
| Dr. Curt Connors / Gyík (Vámpír Univerzum)  | Dee Bradley Baker                            | Seder Gábor                                     |
| Stephen Strange / Merlin                    | Tom Kenny                                    | Fehérváry Márton                                |
| Dr. Otto Octavius / Alkimista               | Tom Kenny                                    | Bognár Tamás                                    |
| Dr. Otto Octavius / Oki Doki Holiday        | Tom Kenny                                    | Bognár Tamás                                    |
| Peter Parker / Pókszakáll                   | Will Friedle                                 | Petridisz Hrisztosz                             |
| Peter Parker / Póklovag                     | Christopher Daniel Barnes                    | Pál Tamás (3. évad) Kisfalusi Lehel (4. évad)   |
| Peter Parker / Farkaspók                    | Christopher Daniel Barnes                    | Sörös Miklós                                    |

### További szereplők
| Név                     | Eredeti hang             | Magyar hang    |
| ----------------------- | ------------------------ | -------------- |
| Ben Parker              | Greg Grunberg            | Kajtár Róbert  |
| Amanda Cage             | Kimberly Brooks          | Náray Erika    |
| Walter Cage             | Phil LaMarr              | Varga Gábor    |
| Oliver Osnick / Acélpók | Jason Marsden            | Bogdán Gergő   |
| Eitri                   | Troy Baker               | Forgács Gábor  |
| Taxi sofőr              | Troy Baker               | Gacsal Ádám    |
| Bostoni polgármester    | Jeff Bennett             | Orosz István   |
| Charles                 | Maurice LaMarche         | Tarján Péter   |
| Mac Porter              | Kevin Michael Richardson | Tokaji Csaba   |
| John Jameson            | Nolan North              | Bozsó Péter    |
| Jessie Prescott         | Debby Ryan               | Németh Kriszta |
| Luke Ross               | Cameron Boyce            | Császár András |
| Ravi Ross               | Karan Brar               | Straub Norbert |
| Zuri Ross               | Skai Jackson             | Hermann Lilla  |
| Emma Ross               | Peyton List              | Vági Viktória  |

## Magyar változat
- A szinkront a Disney Character Voices International megbízásából a Digital Media Services (1. évad) és az SDI Media Hungary (2. évadtól) készítette.
- Magyar szöveg: Vajda Evelin (1. évad), Borsiczky Péter (2. évadtól)
- Hangmérnök: Jacsó Bence (1. évad), Bederna László (2. évadtól)
- Vágó: Ádám Gyöngyi (1. évad), Bederna László (2. évadtól)
- Gyártásvezető: Gyarmati Zsolt (1. évad), Németh Piroska (2. évadtól)
- Szinkronrendező: Zentai Mária (1. évad), Orosz Ildikó (2. évadtól)
- Produkciós vezető: Máhr Rita
- Bemondó: Endrédi Máté (1. évad), Korbuly Péter (2. évadtól)
- További magyar hangok: Kassai Ilona, Fehérváry Márton, Joó Gábor, Kisfalusi Lehel, Bókai Mária, Pupos Tímea, Harcsik Róbert, Vámos Mónika, Juhász Levente, Mohácsi Nóra, Náray Erika, Halasi Dániel, Sági Tímea, Szabó Andor, Straub Martin, Laurinyecz Réka, Kántor Zoltán, Grúber Zita, Kapácsy Miklós, Juhász Zoltán, Csuha Lajos, Hegedüs Miklós

## Epizódok
Bővebben: A Pókember elképesztő kalandjai epizódjainak listája
| Évad | Évad | Epizódok | Eredeti sugárzás    | Eredeti sugárzás     | Magyar sugárzás    | Magyar sugárzás     |
| Évad | Évad | Epizódok | Évadpremier         | Évadfinálé           | Évadpremier        | Évadfinálé          |
| ---- | ---- | -------- | ------------------- | -------------------- | ------------------ | ------------------- |
|      | 1    | 26       | 2012. április 1.    | 2012. október 28.    | 2012. július 1.    | 2013. március 3.    |
|      | 2    | 26       | 2013. január 21.    | 2013. november 10.   | 2013. november 15. | 2014. április 25.   |
|      | 3    | 26       | 2014. augusztus 31. | 2015. szeptember 15. | 2014. november 9.  | 2016. augusztus 24. |
|      | 4    | 26       | 2016. február 21.   | 2017. január 7.      | 2016. július 18.   | 2016. december 17.  |